# Suimanga frontnegre
El suimanga frontnegre(Anthreptes simplex) és una espècie d'ocell de la família dels nectarínids (Nectariniidae).

## Hàbitat i distribució
Habita boscos de la Península Malaia, Sumatra, illes Nais, Borneo i illes Natuna.